# Beuvillers (Meurthe i Mosel·la)
Beuvillers és un municipi francès situat al departament de Meurthe i Mosel·la i a la regió del Gran Est. L'any 2007 tenia 319 habitants.

## Demografia

### Població
El 2007 la població de fet de Beuvillers era de 319 persones. Hi havia 120 famílies, de les quals 16 eren unipersonals (8 homes vivint sols i 8 dones vivint soles), 48 parelles sense fills, 44 parelles amb fills i 12 famílies monoparentals amb fills.
La població ha evolucionat segons el següent gràfic:
Habitants censats

### Habitatges
El 2007 hi havia 140 habitatges, 125 eren l'habitatge principal de la família, 3 eren segones residències i 12 estaven desocupats. 125 eren cases i 15 eren apartaments. Dels 125 habitatges principals, 103 estaven ocupats pels seus propietaris, 20 estaven llogats i ocupats pels llogaters i 2 estaven cedits a títol gratuït; 1 tenia una cambra, 1 en tenia dues, 15 en tenien tres, 22 en tenien quatre i 86 en tenien cinc o més. 109 habitatges disposaven pel capbaix d'una plaça de pàrquing. A 47 habitatges hi havia un automòbil i a 70 n'hi havia dos o més.

### Piràmide de població
La piràmide de població per edats i sexe el 2009 era:
| Homes | Edats   | Dones |
| ----- | ------- | ----- |
| 0     | 95 o +  | 0     |
| 0     | 90 a 94 | 0     |
| 4     | 85 a 89 | 0     |
| 0     | 80 a 84 | 4     |
| 8     | 75 a 79 | 0     |
| 4     | 70 a 74 | 8     |
| 0     | 65 a 69 | 12    |
| 16    | 60 a 64 | 0     |
| 0     | 55 a 59 | 16    |
| 12    | 50 a 54 | 20    |
| 16    | 45 a 49 | 20    |
| 12    | 40 a 44 | 0     |
| 12    | 35 a 39 | 12    |
| 16    | 30 a 34 | 4     |
| 12    | 25 a 29 | 24    |
| 4     | 20 a 24 | 8     |
| 4     | 15 a 19 | 4     |
| 8     | 10 a 14 | 0     |
| 4     | 5 a 9   | 12    |
| 12    | 0 a 4   | 12    |

## Economia
El 2007 la població en edat de treballar era de 202 persones, 143 eren actives i 59 eren inactives. De les 143 persones actives 131 estaven ocupades (75 homes i 56 dones) i 12 estaven aturades (6 homes i 6 dones). De les 59 persones inactives 21 estaven jubilades, 15 estaven estudiant i 23 estaven classificades com a «altres inactius».

### Ingressos
El 2009 a Beuvillers hi havia 135 unitats fiscals que integraven 344,5 persones, la mediana anual d'ingressos fiscals per persona era de 20.015 €.

### Activitats econòmiques
Dels 7 establiments que hi havia el 2007, 2 eren d'empreses de construcció, 3 d'empreses de comerç i reparació d'automòbils i 2 d'empreses de transport.
Dels 2 establiments de servei als particulars que hi havia el 2009, 1 era una fusteria i 1 lampisteria.
L'únic establiment comercial que hi havia el 2009 era un supermercat.
L'any 2000 a Beuvillers hi havia 4 explotacions agrícoles que ocupaven un total de 784 hectàrees.

## Poblacions més properes
El següent diagrama mostra les poblacions més properes.